# Pitcairnia prolifera
Pitcairnia prolifera är en gräsväxtart som beskrevs av Werner Rauh. Pitcairnia prolifera ingår i släktet Pitcairnia och familjen Bromeliaceae. IUCN kategoriserar arten globalt som sårbar. Inga underarter finns listade i Catalogue of Life.

## Bildgalleri

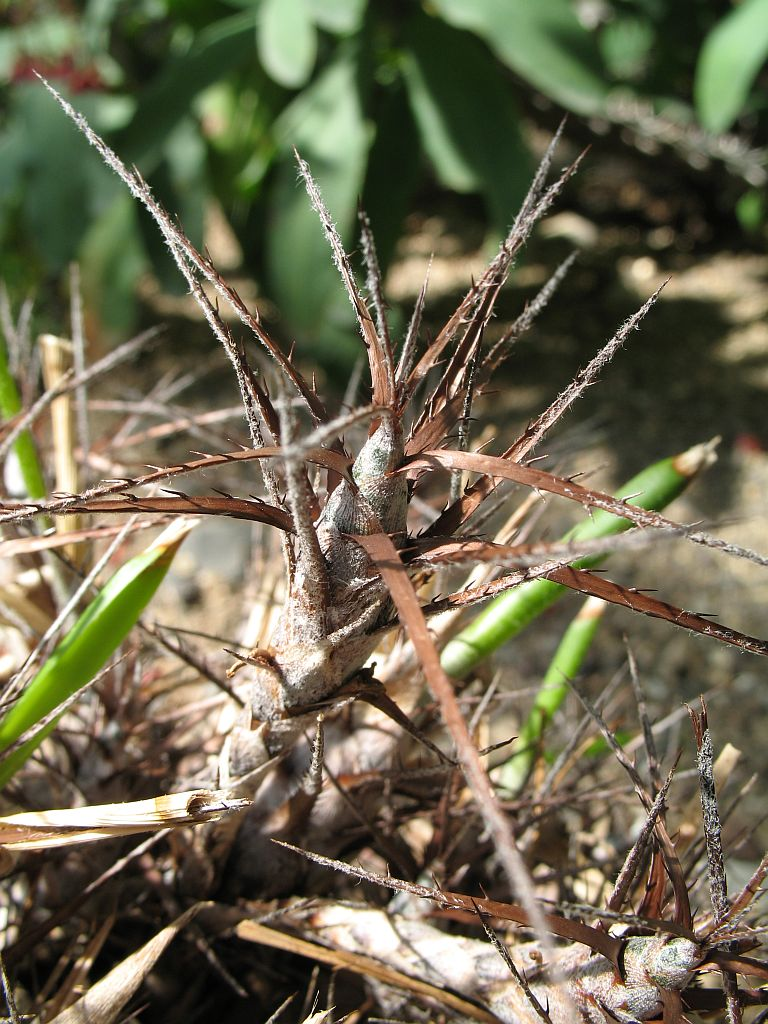